# Mahmud al-Kaixgarí

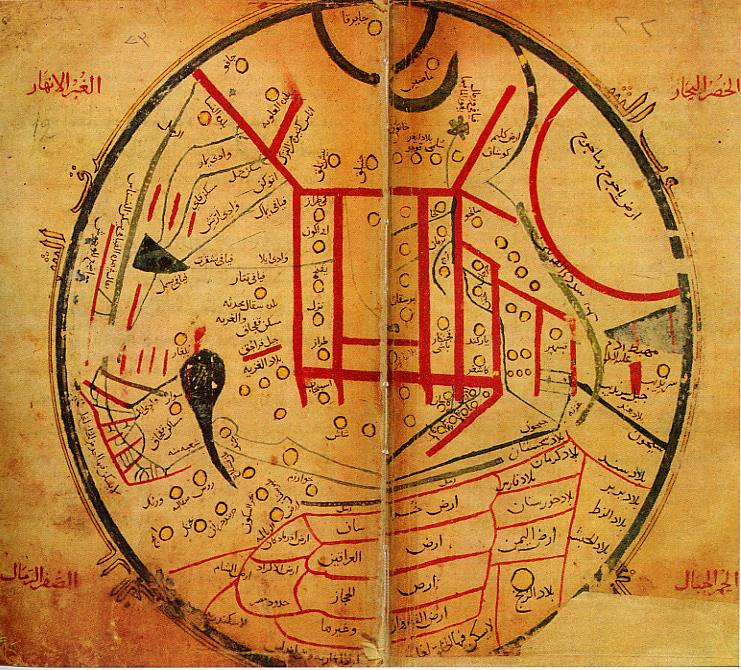
Mapa del món de Mahmud al-Kaixgarí orientat cap a l'est, a partir del seu Diwān lughāt at-turk mostra, al voltant de la seva residència karakhànida, Balasagun com a centre d'una selecció de països, ciutats i pobles, les muntanyes, rius i llacs coneguts per ell i un cercle envoltat per un món oceànic.

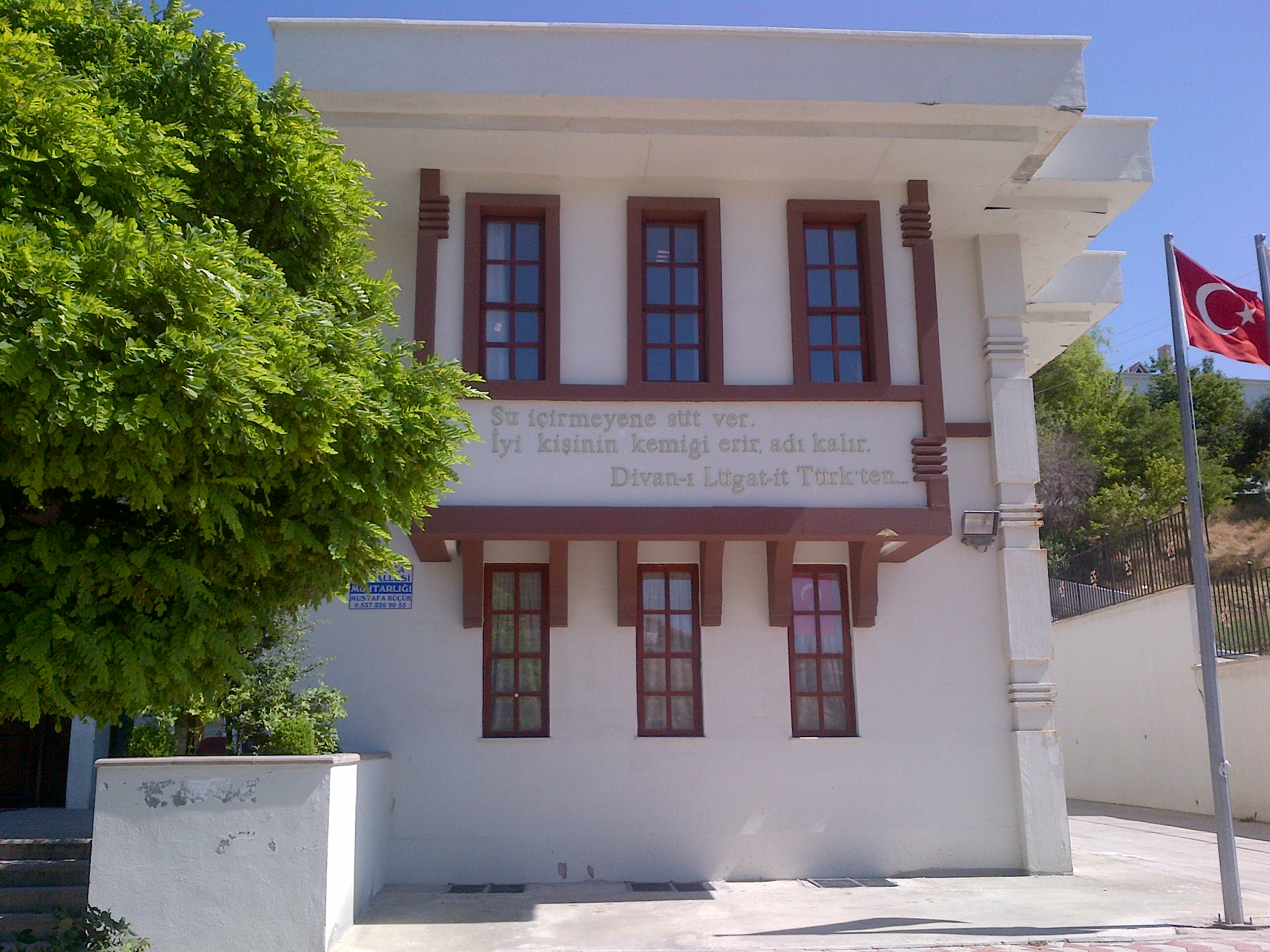
"Dona-li llet al que et nega l'aigua; al bon home se li desapareixen els ossos, però queda el seu nom." Divan-ı Lugat-it Turk, el més antic diccionari turc.

Mahmud ibn al-Hussain ibn Muhàmmad al-Kaixgari (alfabet àrab: محمود بن الحسين بن محمد الكاشغري) o Kaşgarlı Mahmud (turc) va ser un erudit i lexicògraf turc del segle xi.
Mahmud al-Kaixgarí era originari de la ciutat de Kaixgar, i provenia d'una família de la noblesa qarakhànida, però la informació que s'ha conservat sobre la seva vida és incompleta i fragmentària a les seves pròpies obres. Ni tan sols la data de naixement ni la de la seva mort (1008-1105) no són segures.
L'obra principal de Kaixgarí, el "Compendi dels dialectes dels turcs" (Diwan Lughat at-Turk) va sorgir en els anys 1072 - 1094 a Bagdad. És una obra molt important per a l'estudi de la llengua turca, la cultura i la història de l'edat mitjana. Informa sobre fets, però aquests han de ser sotmesos a una revisió crítica actual, ja que Al-Kaixgarí es va basar en algunes faules. Va descriure un avantpassat turc, que era el fill de Jàfet i net de Noè
El "Compendi dels dialectes dels turcs" és, al costat de la Kutadgu Bilig, l'obra més important del període turc mitjà. Al-Kaixgarí va dedicar la seva obra al califa Al-Muqtadí a Bagdad. Aquesta ciutat va ser, des del 1055, part de l'Imperi Seljúcida. A més de la funció de diccionari de turc-àrab ofereix moltes obres històriques, folklore i detalls geogràfics i un mapa del món. El treball també inclou les 21 tribus turques oghuz i és una de les fonts històriques sobre aquest grup tribal.
La major part de les tribus oghuz es troben en segles posteriors a l'Anatòlia otomana. En la introducció de la seva obra Al-Kaixgarí mostra, segons informes creïbles, el que el Profeta Mahoma havia dit: "Aprèn la llengua dels turcs perquè llur govern serà llarg !"
L'orgull i el sentiment de superioritat dels nòmades respecte als sedentaris (que al seu torn tenien exactament el mateix sentiment) es desprèn dels escrits d'al-Kaixgarí. La puresa del dialecte turc parlat en particular en relació amb la dicció i l'absència d'influències externes lingüístiques es considerava elegant. Al-Kaixgarí definia la dicció dels que parlen un sol idioma com la més elegant de tots els dialectes; els que parlaven dues llengües o s'han barrejat amb la població urbana tenien dificultat per parlar.